# Øresund Space Collective
Øresund Space Collective is een muziekcollectief bestaande uit veel diverse muzikanten uit voornamelijk Denemarken, Zweden en de Verenigde Staten. Het collectief rond Dr. Space (Scott Heller) speelt in wisselende samenstellingen live in zalen en festivals over heel Europa. Volgens de band zelf hebben meer dan 50 muzikanten in het collectief gespeeld. Magnus Hannibal (Mantric Muse) en Jocke Jönsson (The Carpet Knights) spelen sinds het begin bij het collectief, hoewel ze geen deel uitmaken van een vaste bezetting. Naast de jamsessie-albums heeft de band ook livealbums uitgebracht van diverse concerten en enkele compilatiealbums.

## Geschiedenis
Het collectief is ontstaan in april 2004 tijdens jamsessies in de oefenruimtes van de bands Bland Bladen en Mantric Muse. Het kent ook andere stijlen als reggae, jazz, funk en het verwante stonerrock. De muziek is mede gebaseerd op de psychedelische rockmuziek uit de jaren 60 en 70 van de twintigste eeuw. In 2005 besloot men een demo op te nemen om meer dan alleen jamsessieband te zijn. Het collectief bestaat uit muzikanten die ook in de andere bands spe(e)l(d)en zoals The Carpet Knights en Siena Root. De bandnaam verwijst naar de Sontbrug, die de studio's in Kopenhagen en Malmö met elkaar verbindt waar ze hun sessie houden in de Sontregio.

## Productie
Het collectief maakt opnames van hun sessies, en de beste opnames belanden op een album. De albums werden onder meer uitgebracht op Transubstans Records, de mede door het collectief opgerichte label Space Rock Productions en later ook geheel in eigen beheer. De bandleden wisselen van opnamen tot opnamen. Delen van de jamsessies die niet op de albums belandden werden in de eerste jaren via cd-r’s beschikbaar gesteld en later gratis via hun website te downloaden.

## Discografie

### Albums
- 2006: Øresund Space Collective
- 2006: It’s all about delay (een 2cd)
- 2007: The Black Tomato
- 2008: Inside Your Head
- 2009: Good Planets Are Hard To Find
- 2010: Dead Man in Space
- 2010: Glossolalia
- 2010: Slip Into The Vortex
- 2011: Entering Into the Space Country
- 2012: Sleeping with the Sunworm
- 2012: West, Space and Love
- 2012: Phaze Your Fears
- 2012: Give Your Brain a Rest from the Matrix
- 2013: Organic Earthly Flotation
- 2014: Music for Pogonologists
- 2015: Different Creatures
- 2016: Ode to a Black Hole
- 2016: West, Space & Love Vol. II
- 2016: Visions Of...
- 2017: Hallucinations Inside the Oracle
- 2018: Chatoyant Breath
- 2020: Experiments In The Subconscious
- 2020: Vastavirta

### Singles
- 2012: Chased by the Space Police
- 2013: "Rotwein", splitsingle met Papir